# Felipe López (baloncestista)
Luis Felipe López (nacido el 19 de diciembre de 1974 en Santiago) es un exbaloncestista dominicano que jugó en la NBA durante el período 1998-2002.

## Vida personal
Nació en el Ensanche Libertad, Santiago de los Caballeros, República Dominicana, el 19 de diciembre de 1974, hijo de Carmen María López Alix y Luis Felipe López García. Tiene tres hermanos: Anderson, Anthony y Sayunara. Tiene dos niños, Felipe, nacido en marzo de 1999, y AnuHea Alexa, de diciembre de 2003.

## Carrera

### Universidad
López apareció en la portada de la revista Sports Illustrated nombrado como el mejor jugador universitario del país, mientras asistía a la Universidad de St. John. Finalizó su carrera universitaria como el tercer máximo anotador de la historia de su universidad con 1.927 y sexto en la historia de la Conferencia Big East con 1.222 puntos. También terminó su carrera con los Red Storm como el séptimo jugador con más robos de balón, decimocuarto en asistencias y vigésimo en rebotes, consiguiendo además el récord de más triples anotados en St. John en una sola temporada con 60 y en total con 148. López promedió 17.8 puntos como freshman y fue elegido parte del mejor quinteto de novatos de la conferencia y en el tercer mejor de la Big East. Promedió 16.2 y 15.9 puntos por encuentro en las siguientes dos temporadas, siendo incluido en el mejor quinteto de la conferencia en ambas campañas.

### NBA
Fue seleccionado por los San Antonio Spurs en la 24ª posición del Draft de 1998, siendo inmediatamente traspasado junto con Carl Herrera a los Vancouver Grizzlies por el base Antonio Daniels. En su primera temporada en la NBA promedió 9.3 puntos y 3.5 rebotes en 47 partidos, 32 de ellos como titular. Tras dos temporadas en los Grizzlies fue traspasado el 22 de agosto de 2000 a Washington Wizards junto con Dennis Scott, Cherokee Parks y Obinna Ekezie a cambio de Isaac Austin. En los Wizards jugó 47 partidos, aportando 8.1 puntos, hasta que fue liberado. Firmó como agente libre con Minnesota Timberwolves el 28 de febrero de 2001 para jugar los 23 partidos de esa misma temporada y la siguiente. En su corta carrera en la NBA promedió 5.8 puntos, 2.4 rebotes y 1 asistencia.

### Tras la NBA
Tras un paso por la Leb Oro España, en el Lleida, fichó por Albany Patroons de la CBA. Posteriormente jugó en las ligas dominicana, brasileña, venezolana (Gaiteros del Zulia en 2008) y argentina (Obras Sanitarias en 2009).

## Estadísticas de su carrera en la NBA

### Temporada regular
| Año     | Equipo     | PJ  | PT | MPP  | %TC  | %3P  | %TL  | RPP | APP | ROB | TPP | PPP |
| ------- | ---------- | --- | -- | ---- | ---- | ---- | ---- | --- | --- | --- | --- | --- |
| 1998-99 | Vancouver  | 47  | 32 | 25.9 | .446 | .273 | .644 | 3.5 | 1.3 | 1.0 | 0.3 | 9.3 |
| 1999-00 | Vancouver  | 65  | 0  | 12.0 | .425 | .167 | .615 | 1.9 | 0.7 | 0.5 | 0.3 | 4.5 |
| 2000-01 | Washington | 47  | 38 | 23.6 | .436 | .207 | .732 | 3.4 | 1.6 | 0.9 | 0.4 | 8.1 |
| 2000-01 | Minnesota  | 23  | 10 | 19.9 | .454 | .565 | .576 | 3.2 | 1.5 | 0.9 | 0.5 | 7.4 |
| 2001-02 | Minnesota  | 67  | 0  | 8.7  | .378 | .424 | .673 | 1.2 | 0.6 | 0.3 | 0.0 | 2.5 |
| Total   | Total      | 249 | 80 | 16.6 | .432 | .327 | .659 | 2.4 | 1.0 | 0.6 | 0.2 | 5.8 |